# Dolichogyna peruana
Dolichogyna peruana är en tvåvingeart som beskrevs av Sack 1941. Dolichogyna peruana ingår i släktet Dolichogyna och familjen blomflugor. Inga underarter finns listade i Catalogue of Life.